# Wassersportverein Fleckeby

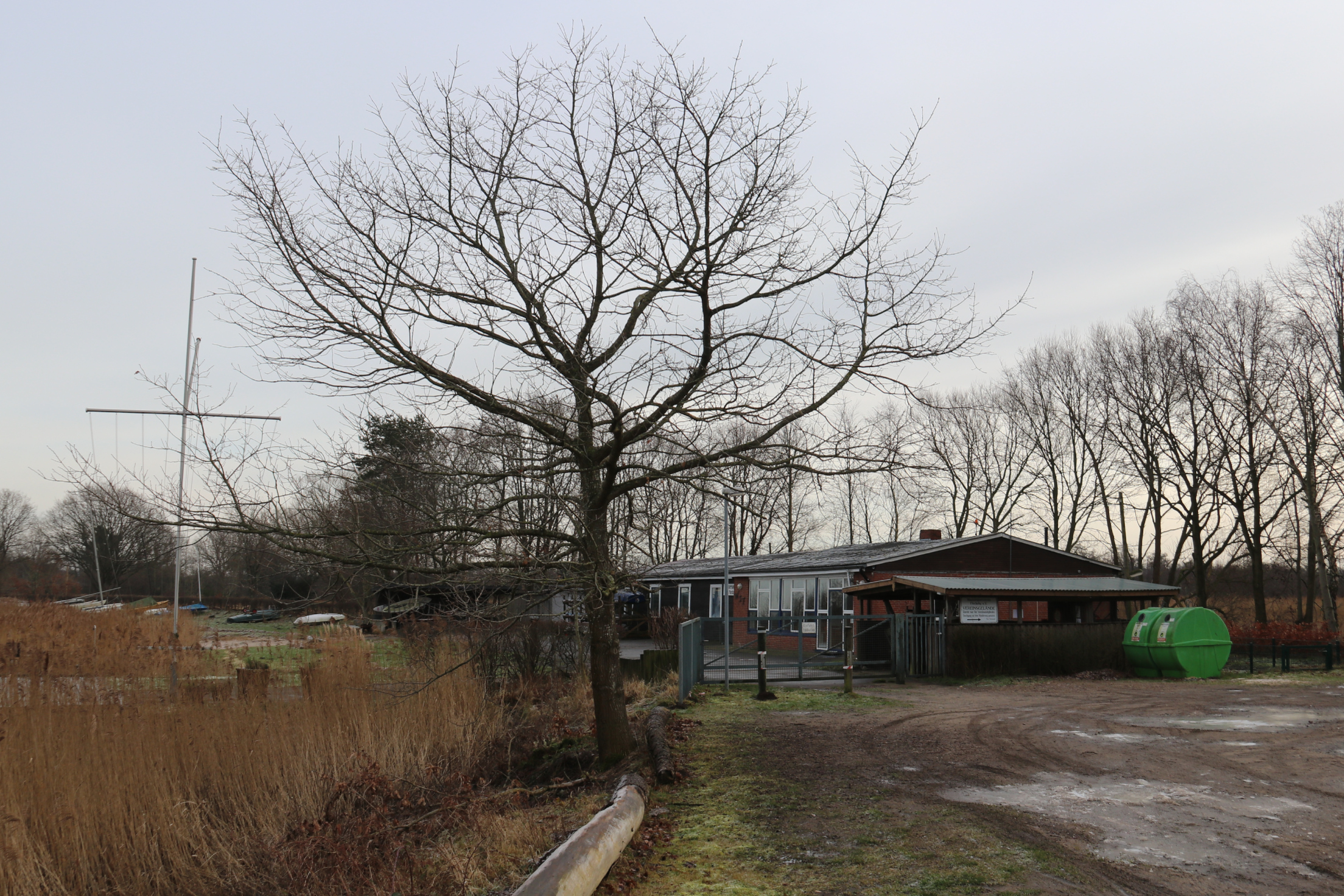
Clubheim

Der Wassersportverein Fleckeby e. V. (kurz WSF) ist ein Segelverein in Fleckeby an der Großen Breite der Schlei in Schleswig-Holstein.
Der Verein ist Mitglied im Deutschen Segler-Verband und im Segler-Verband Schleswig-Holstein. Der WSF betreibt einen Hafen für seine Mitglieder sowie Gäste. Neben der Segelausbildung, insbesondere der jugendlichen Mitglieder, gehören das Fahrtensegeln und die Ausrichtung von Regatten zu den Vereinszielen.

## Geschichte
Gegründet wurde der Verein am 7. Juli 1963. Segeln und Rudern standen in der Anfangszeit auf dem Programm, in gemeinsamer Eigenleistung wurde das Vereinshaus auf dem zunächst gepachteten Gelände an der Großen Breite errichtet. Bereits 1966 wurde unter Federführung des damaligen Jugendwartes H. H. Redlefsen eine Jugendgruppe gegründet, die maßgeblich an der Einführung der Optimistenjolle in Deutschland beteiligt war. Im Sommer 1966 richtete der WSF seine erste Regatta mit 20 selbstgebauten Booten in dieser Klasse aus, dabei waren Teilnehmer aus Schleswig und Friedrichstadt.
An den nationalen Ausscheidungsrennen für eine internationale Regatta in Österreich nahmen im gleichen Jahr bereits 84 junge Optisegler auf der Großen Breite teil.

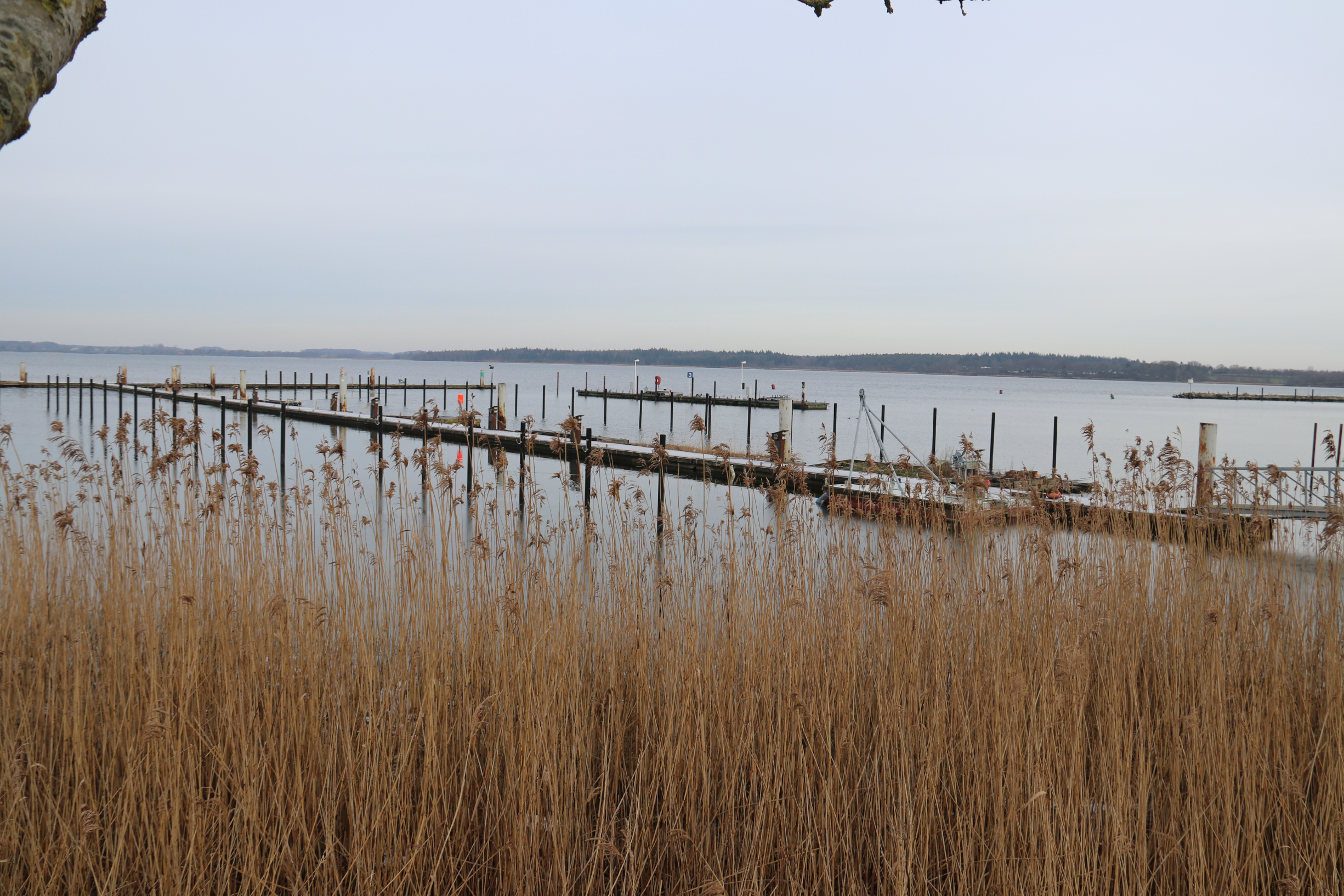
Hafen an der Großen Breite

1981 richtete der Wassersportverein Fleckeby die Internationale Deutsche Meisterschaft der Windglider aus. 1995 konnte der Wassersportverein Fleckeby nach langer Vorplanung die bis heute bestehende Steganlage mit 60 Liegeplätzen für Mitglieder und Gäste in Betrieb nehmen. Das 8.500 m² große Vereinsgelände am Südufer der Großen Breite befindet sich mittlerweile im Eigentum des WSF.
1998 fand vor Fleckeby die Deutsche Bestenermittlung der 16-m²-Jollenkreuzer mit 22 teilnehmenden Booten statt. Seit 2005 ist der WSF maßgeblich an der jährlichen Ausrichtung der Optiliga an der Schlei beteiligt. 2007 fand der Deutschland-Cup der X-79 mit 17 teilnehmenden Booten und ihren Crews beim WSF statt.
Darüber hinaus veranstaltet der Verein seit vielen Jahren regelmäßig Yardstickregatten auf der Schlei sowohl für Regatta- als auch Familiencrews. Bei geeigneten Verhältnissen wird das Vereinsgelände im Winter als Ausgangspunkt zum Eissegeln auf der Großen Breite genutzt.

## Personen im Club
- Bei der Gründung der Deutschen-Optimist-Dinghy-Vereinigung (DODV) im Juni 1967 wurde der damalige Jugendwart des Clubs, Hans Harro Redlefsen, zum 1. Vorsitzenden gewählt.
- 2004 nahm Max Groy als Vorschoter von Marcus Baur im 49er an den olympischen Segelwettbewerben in Athen teil, nachdem er Jahre zuvor beim WSF seine seglerische Laufbahn in der Jugendgruppe begonnen hatte.